# Кривуша (приток Большой Алабушки)
Кривуша (Криуша) — река в России, протекает по Тамбовской и частично в Воронежской областях. Устье реки находится в 39 км по правому берегу реки Большая Алабушка. Длина реки составляет 23 км, площадь водосборного бассейна 97,5 км².

## Данные водного реестра
По данным государственного водного реестра России относится к Донскому бассейновому округу, водохозяйственный участок реки — Ворона, речной подбассейн реки — Хопер. Речной бассейн реки — Дон (российская часть бассейна).
Код объекта в государственном водном реестре — 05010200212107000006885.